# 724 (číslo)
Sedm set dvacet čtyři je přirozené číslo. Následuje po čísle sedm set dvacet tři a předchází číslu sedm set dvacet pět. Římskými číslicemi se zapisuje DCCXXIV a řeckými číslicemi ψκδ.

## Matematika
724 je:
- Deficientní číslo
- Složené číslo
- Nešťastné číslo
- Počet řešení problému n dam pro n = 10

## Astronomie
- (724) Hapag je planetka hlavního pásu, kterou objevil v roce 1911 Johann Palisa

## Roky
- 724
- 724 př. n. l.